# Regne dels Bari
El regne dels bari (ells l'anomenen regne de Lado) és el territori tradicional de l'ètnia bari, al Sudan del Sud i Uganda. Reorganitzat el regne tradicional en els darrers anys, en la confusa situació del sud del Sudan anterior a la partició, el rei (agofe) Onzima II John Bart Agami va optar per la independència, que fou oficialment declarada l'1 de gener del 2000 d'acord amb la resolució 1514 de l'ONU de 14 de desembre de 1960 i resolució 43/47 de 22 de novembre de 1988, no havent estat reconeguda internacionalment. Després dels acords de Machakos tant el Sudan com el moviment d'alliberament del sud van estar d'acord en ignorar i combatre la possible independència de Lado. La independència del Sudan del Sud i els conflictes que van seguir va fer passar l'afer a segon terme. No obstant encara hi ha un govern a l'exili. Un agofe (rei) dels baris o lugbara a Uganda ha estat reconegut com a rei pel govern ugandès.

## Bandera i escut
La bandera del regne la formen set franges, blava la superior e inferior, i les altres alternades de groc i verd (3 grogues i dos verdes, sent la groga superior i la inferior de la meitat d'ample que la groga del mig (totes les franges són iguals excepte aquestes dues grogues). En el centre, ocupant las tres franges centrals, un disc groc inclou l'escut del regne. Sense el disc i l'escut fa les funcions de bandera de la nació bari. L'escut consisteixen en un disc blau amb un triangle invertit blanc flanquejat per rames de llorer.